# Straßenbahn Dnipro
Die Straßenbahn Dnipro (bis 2016: Straßenbahn Dnipropetrowsk) ist ein Straßenbahnbetrieb in der Stadt Dnipro in der Ukraine. Sie wurde am 26. Juni 1897 eröffnet und von der belgischen Firma Tramways électriques d'Ekaterinoslaw als meterspurige Bahn gebaut. Diese weihte an diesem Tag drei Linien gleichzeitig ein.

## Geschichte
Am 21. April 1906 wurde durch die Stadt eine weitere Bahn eröffnet. 1918 wurden die beiden Betriebe zu einer Gesellschaft zusammengeschlossen. Bis 1931 hatte man 177 Fahrzeuge angeschafft und das Netz auf 65 Kilometer ausgebaut. Ab dem 6. November 1932 wurde die erste auf Breitspur umgebaute Strecke in Betrieb genommen. Bis 1948 waren diese Umbaumaßnahmen abgeschlossen. Eine Obuslinie wurde am 7. November 1947 eingeweiht. Bis heute sind rund 20 Oberleitungsbuslinien in Betrieb genommen worden. Nach dem Zweiten Weltkrieg wurden die Wagen fast alle durch Tatra-Straßenbahnen ersetzt. 1996 wurden mit insgesamt 400 Fahrzeugen rund 115.000.000 Passagiere befördert. Insgesamt werden 19 Straßenbahnlinien betrieben.
Wie in vielen anderen Betrieben der Ukraine auch werden die Betriebskosten nicht aus dem Verkauf der Fahrkarten gedeckt, so dass der Staat die Defizite übernimmt. Rund 70 Prozent aller Fahrgäste fahren gemäß ukrainischer Gesetze kostenlos.
Die am 29. Dezember 1995 eröffnete und rund siebeneinhalb Kilometer lange Metro stellt zurzeit noch keine ernsthafte Konkurrenz für die Straßenbahn dar. Zurzeit ist bei ihr eine Verlängerung um zwei Stationen vorgesehen.
Im Januar 2013 wurden 30 Tatra T6A2m der Berliner Verkehrsbetriebe übernommen.
Ab 2019 wurden weitere zahlreiche ausgemusterte Fahrzeuge des Typs Tatra T4D-M aus Leipzig übernommen.
Im Februar 2025 wurden die ersten fünf Niederflurwagen für das System bestellt. Die dreiteiligen Fahrzeuge des Herstellers Tatra-Yug sollen zunächst auf der Linie 1 eingesetzt werden.